# Но Ли Ён
Но Ли Ён (кор. 노이영; род. 16 августа 1992 года, более известная мононимно как И-Ён) — южнокорейская певица. Наиболее популярна как бывшая участница гёрл-группы After School (2011—2019).

## Жизнь и карьера

### 1992—2010: Ранние годы и образование

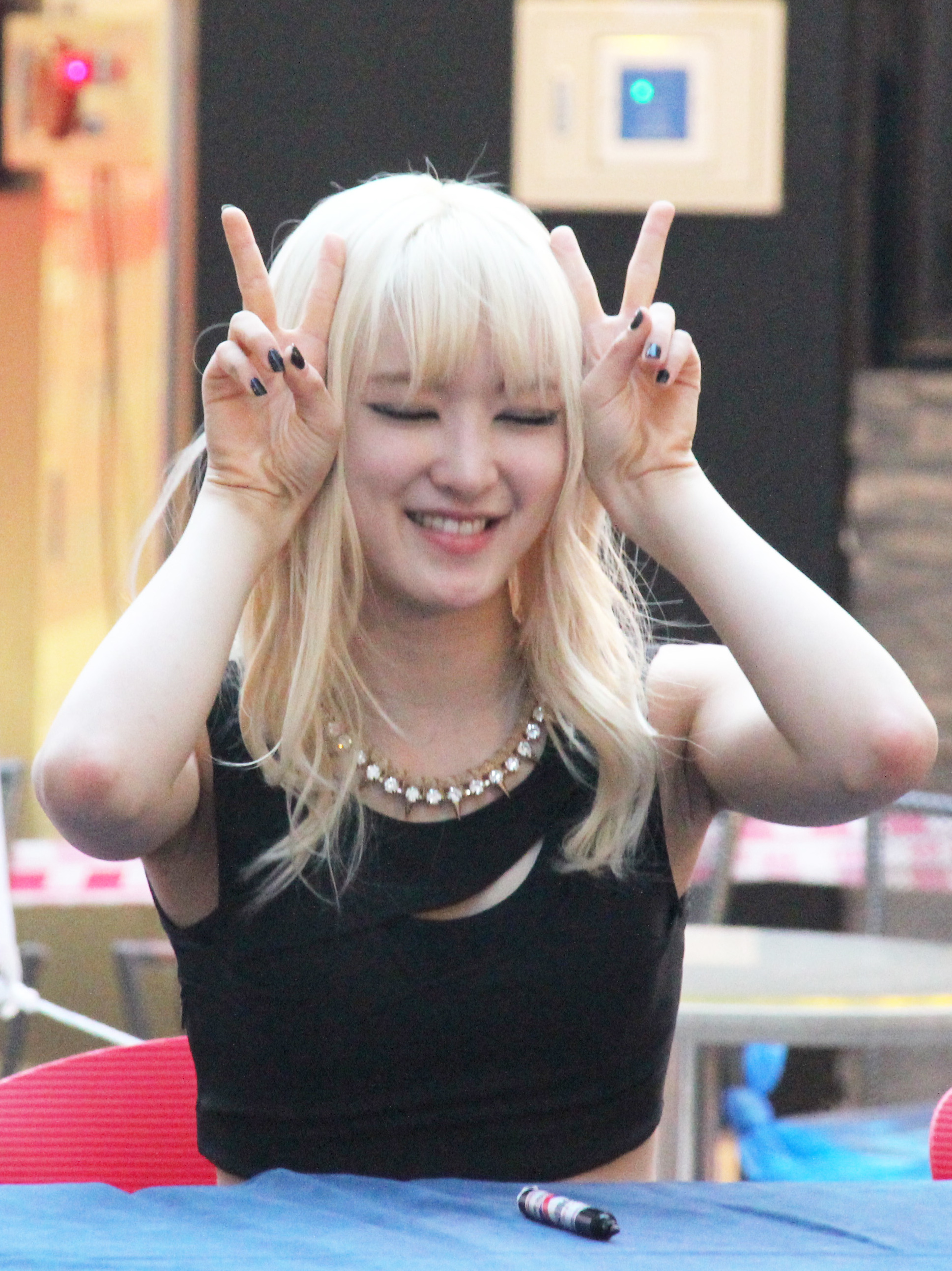
И-Ён на фансайне After School, июнь 2013 года

И-Ён родилась 16 августа 1992 года в Чхунчхоне, Южная Корея. У неё в семье, помимо родителей, есть брат Тэчжин. В подростковом возрасте девушка участвовала в музыкальных фестивалях, играла на гитаре, барабанах, пианино и нескольких других инструментах. Училась в старшей технической и сельскохозяйственной школе Чхунчхона, позже поступила в Университет Кёнхи на специальность «Постмодернизм в музыке».

### 2011—настоящее время: Дебют с After School и A.S. Blue
Впервые на сцене с After School И-Ён появилась в конце декабря 2010 года на музыкальном фестивале SBS Gayo Daejun на выступлении с синглом «Bang!». 27 января 2011 года состоялась премьера сингла «Make It Happen» с Намиэ Амуро, и это стал первый официальный релиз И-Ён после её добавления в коллектив. 29 апреля был выпущен первый студийный альбом Virgin, и камбэк-стейдж состоялся в тот же день на Music Bank. На тот момент И-Ён стала самой младшей участницей After School, ранее ею была Лиззи. В июле того же года девушка стала частью специального саб-юнита After School Blue вместе с Чжуён, Рэйной и Лиззи. 12 июня 2013 года, за день до выхода сингла «First Love», Pledis Entertainment представили индивидуальный тизер с И-Ён, где она исполняла песню на разных музыкальных инструментах, что привлекло внимание поклонников группы.
С 2015 года After School находились в перерыве из-за индивидуальной деятельности каждой участницы, за это время почти все покинули компанию по истечении контрактов кроме Рэйны, Наны, Каын и И-Ён. Корейские СМИ не раз высказывали предположение о распаде коллектива, в то время как Pledis Entertainment официальных заявлений не давали. Некоторые участницы группы также говорили о неофициальном расформировании коллектива из-за нехватки времени, чтобы записать финальный альбом.